# Aureus polonus

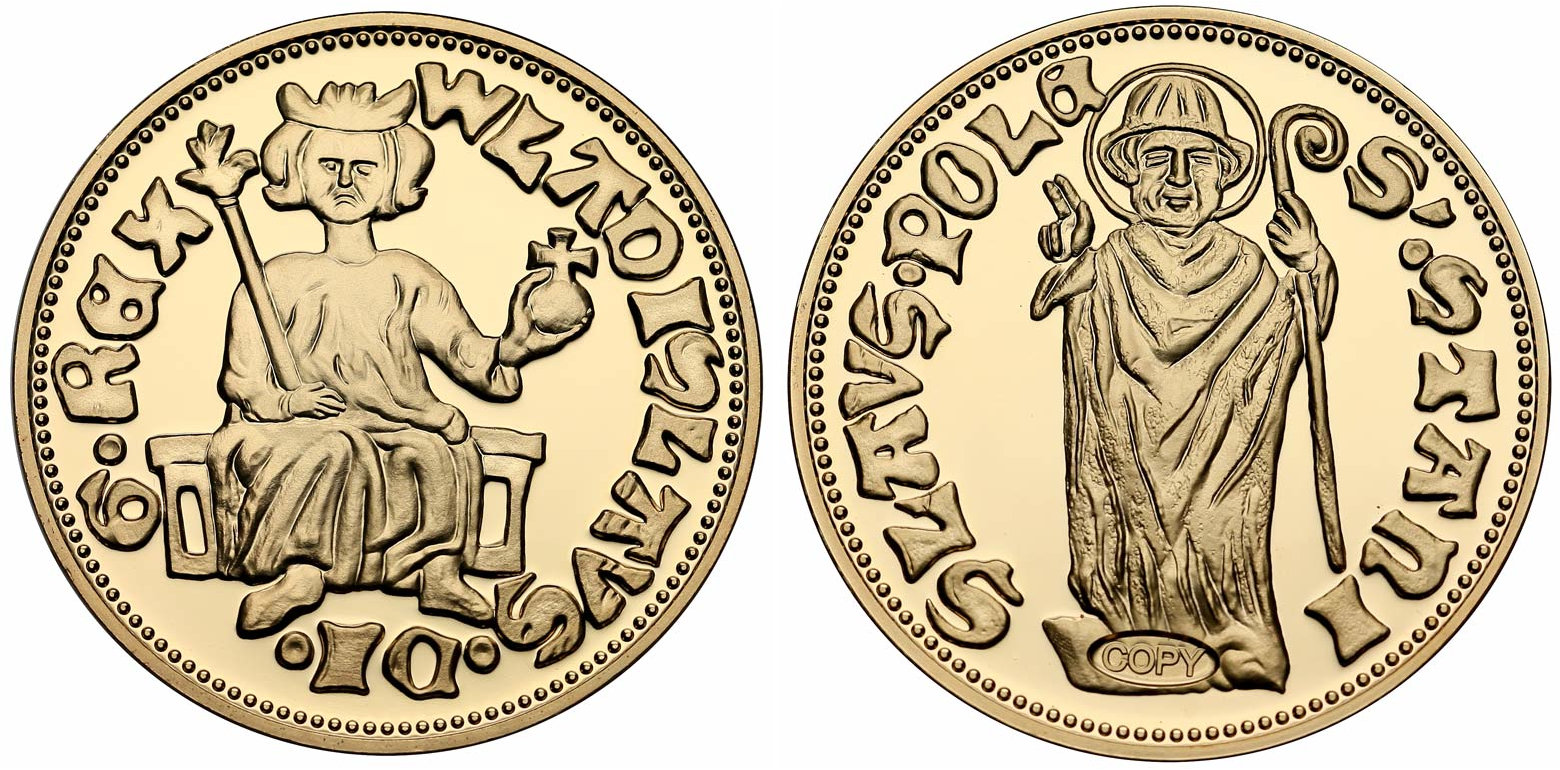
XXI w. replika florena Władysława I Łokietka

Aureus polonus – złota moneta wybita w 1330 r. w czasie panowania Władysława I Łokietka.
W starszych opracowaniach nazywano ją często dukatem i przypisywano jej rolę emisji pamiątkowej z okazji koronacji Władysława I Łokietka w 1320 r. Z biegiem lat monecie zaczęto nadawać nazwę florena. Z punktu widzenia XXI-wiecznego stanu wiedzy obydwie nazwy wydają się niepoprawne. W pierwszej połowie XIV wieku nazwa „dukat” była zastrzeżona dla złotych monet Wenecji i wówczas nie była w Polsce znana, gdyż dukaty weneckie wtedy do tej części Europy w ogóle nie napływały. Miano „floren”, choć bardziej prawidłowe, z kolei było zarezerwowane w XIV w. dla monet przedstawiających po obu stronach typ wenecki – lilię i postać św. Jana Chrzciciela. Najprawdopodobniej w okresie, w którym aureus polonus został wybity, nosił on po prostu nazwę „złotego”.
Moneta nie odegrała w obiegu większej roli, choć jest jedyną monetą Władysława Łokietka i pierwszą od czasów Mieszka Starego, której można przypisać ogólnopolski, a nie krakowski charakter.

## Opis
Na licowej stronie monety ukazano wyobrażenie króla w majestacie, otoczonego legendą WLADISLAUS•DI•G•REX. Na rewersie w polu monety umieszczono postać biskupa w szatach i infule, z widoczną aureolą, utożsamionego przez legendę otokową: S•STANISLAVS•POLE, po długich dyskusjach odczytaną jako Sanctus Stanislaus Polonie.
Stempel wykorzystywany do bicia monety został ukształtowany na wzór węgierski, inspirowany z kolei monetami wenecko-adriatyckimi i północnowłoskimi. W szczególności postać św. Stanisława ze Szczepanowa była naśladownictwem wzorca postaci św. Jana z monet florenckich. Masa egzemplarza ze zbiorów Muzeum Narodowego w Krakowie wynosi 3,48 grama i jest praktycznie zgodna ze standardem (3,5 grama) złotych monet z północy Włoch.

## Emisje
Okoliczności emisji aureus polonus są znane dzięki kronice Jana Długosza, podobnie jak daty dzienne wprowadzenia jej dwóch odmian. Za zgodą papieża Jana XXII w 1330 r. dwukrotnie zorganizowano wielkie jubileusze ku czci św. Stanisława. Było to 8 maja oraz 27 września. W dniach tych przeprowadzono kwestę na krucjaty przeciwko Tatarom i Litwinom, sprzedając odpusty w relacji jeden za dwie złote monety (obce). Zgromadzone w ten sposób złoto najprawdopodobniej wykorzystano do celów menniczych. Odmiany „majowa” i „październikowa” różnią się od siebie. Wcześniejsza jest nieco toporna, druga – poprawiona. Być może druga była wykonana przez mincerza z węgierskiej Budy. XXI-wieczni badacze niekiedy wyrażają zastrzeżenia co do autentyczności tej drugiej.
Emisja złotej monety Władysława Łokietka miała bardziej prestiżowy niż dochodowy charakter. W żadnych kronikach nie wspomina się słowem o choćby przypuszczalnej wielkości emisji, ale najprawdopodobniej nie przekraczała ona kilku tysięcy egzemplarzy.
Pierwszy egzemplarz złotej monety Łokietka odkryto w 1847 r. w Bochni. Egzemplarz ten omal nie znalazł się w tyglu jubilerskim, gdyż moneta została sprzedana przez anonimowego znalazcę do przetopu. Niemal w ostatniej chwili uratował ją ziemianin i amator-numizmatyk o nazwisku Niedzielski, za którego pośrednictwem w końcu trafiła do kolekcji Emeryka Hutten-Czapskiego, a później do zbiorów Muzeum Narodowego w Krakowie. Drugi egzemplarz pojawił się w okresie II Rzeczypospolitej na Wołyniu, ale zaginął podczas okupacji niemieckiej. Według niepotwierdzonych informacji znajduje się on w jednej z kolekcji za granicą. Trzeci egzemplarz został znaleziony na początku lat 70. XX wieku w jednej z kolekcji numizmatycznych w Kownie, a był on pierwszym reprezentującym typ określany przez badaczy jako „majowy”.